# Juan Felipe Martínez Almagro
Juan Felipe Martínez Almagro (Almeria, 2 de març de 1799 – Madrid, 21 d'octubre de 1859) és un polític espanyol, diputat i ministre durant el regnat d'Isabel II d'Espanya.
El seu pare va ser regidor de l'Ajuntament d'Almeria i organitzà les forces locals dant la Guerra del francès. Fou advocat, conseller jurídic militar i auditor de marina, el 1849 fou nomenat subsecretari del Ministeri de la Governació. Membre del Partit Moderat, fou diputat a Corts per Almeria en 1840, 1844, 1851, 1854 i 1857, i per Zamora en 1846.
En 1845 fou nomenat majordom de setmana de la reina Isabel II. El 1846 fou ministre interí de Governació en el segon govern de Francisco Javier de Istúriz. Defensà la reforma de la llei electoral, en la que s'establia districtes electorals uninominals amb l'exigència d'una renda mínima per a ser elegit.